# Lluís Góngora i Joanicó
|  | Aquest article tracta sobre el metge Lluís Góngora i Joanicó. Vegeu-ne altres significats a «Góngora». |

Lluís Góngora i Joanicó (Sant Gervasi de Cassoles, 6 d'octubre de 1834 - Barcelona, 8 de maig de 1901), fou un metge, forense, acadèmic i ateneista, primer president de l'Acadèmia de Ciències Mèdiques —després reanomenada Acadèmia de Ciències Mèdiques de Catalunya i Balears—, i també president de l'Ateneu Barcelonès.
Fill de Manuel Góngora i d'Isabel Juanico. Va iniciar estudis de medicina a Barcelona i es va llicenciar a la Universitat Central de Madrid el 1856. El mateix any va exercir de metge de sanitat militar, i posteriorment es va traslladar a treballar uns anys a Andalusia com a titular i forense d'Andújar. Desenvolupà els seus primers treballs com a director de balneari en el de Marmolejo entre 1866 i 1873. Va obtenir el doctorat per la Universitat de Sevilla i va fer classes a l'Escuela Libre de Medicina y Cirugía de Sevilla fundada per Federico Rubiol. Va ser membre de la Sociedad Antropológica de Sevilla, de la qual va esdevenir el seu president. Va tornar a Catalunya en acceptar la direcció del balneari La Puda de Montserrat, a Esparreguera, entre 1874 i 1894; es va especialitzar en els tractaments amb aigües termals i mineromedicinals, molt en voga a l'època, així com en les malalties de l'aparell respiratori. La seva preocupació per la higiene i la salut pública el van motivar a unir-se amb altres companys de professió, com Jaume Pi i Sunyer, Joaquim Bonet i Amigó o Agustí Prió i Llabería, amb els qui va participar en la fundació de l'Acadèmia de Ciències Mèdiques l'11 de setembre de 1876, de la que va ser el seu primer president el 14 de gener de 1891, un càrrec del qual va dimitir el 2 d'octubre de 1896, per trasllat de residència. El 1891 ingressà a la Reial Acadèmia de Medicina de Catalunya, també fou president de l'Ateneu Barcelonès entre 1882 i 1884, on impartí conferències i seminaris per a la millora de la higiene.
Va cofundar la Sociedad Española de Hidrología Médica, la revista La Época Médica, va publicar el Tratado Terapéutico de Aguas Minerales (que va traduir al francès) o la Importancia del aparato nasal desde el punto de vista de la higiene y de la patología neuro-refleja, entre d'altres, i va traduir al castellà obres mèdiques de diversos autors alemanys, com el Tratado de Patología Interna y Terapéutica. També fou autor de diversos manuals sobre medicina. Casat amb Matilde Tuñón.